# (8857) Cercidiphyllum
(8857) Cercidiphyllum (1991 PA7) – planetoida z grupy pasa głównego asteroid okrążająca Słońce w ciągu 3,77 lat w średniej odległości 2,42 au. Odkryta 6 sierpnia 1991 roku.